# Die Verbannten Kinder Evas
Die Verbannten Kinder Evas — австрийский музыкальный проект, созданный в 1994 году Рихардом Ледерером и Михаэлем Грегором. Название группы переводится как «Изгнанные дети Евы».

## История
Музыкальный коллектив Die Verbannten Kinder Evas формально был образован в марте 1994 Рихардом Ледерером и Михаэлем Грегором. Однако ещё в 1993 году Рихард придумал первые синтезаторные наброски, которые впоследствии были одобрены Михаэлем и послужили толчком для формирования проекта. Изначально группа состояла из участников блэк-метал-группы Summoning, но вскоре к основателям присоединились вокалистки Джулия Ледерер и Nora El Shammah. Впоследствии были записаны две демоленты, материал с которых в 1995 году полностью вошёл на дебютный одноимённый альбом изданный лейблом Witchunt Records. После выпуска альбома из состава ушли вокалистка Nora и сооснователь Силениус, а в 1996 году проект переходит на новый лейбл — M.O.S. Records, который был расположен в княжестве Лихтенштейн, а его владельцем был Оливер Фалк известный по участию в Weltenbrand.
Второй альбом Come Heavy Sleep выходит как раз на указанном лейбле в сентябре 1997 года. Однако сотрудничеству, ввиду нарушения личных отношений между Оливером и Рихардом, не суждено было продолжиться и группа опять переходит на другой лейбл — австрийский Napalm Records. На этом лейбле в 1999 году выходит третий альбом In Darkness Let Me Dwell, на котором спела новая вокалистка Таня Борски (Таня родом из Чехии, имеет некоторые музыкальные навыки — брала уроки классического пения в музыкальной школе).
В 2006 году группа выпустила свой четвёртый альбом, Dusk and Void Became Alive, который записала с новой вокалисткой, Кристиной Кроустали.

## Музыка и лирика
Группа играет медленную и меланхоличную музыку с чистым женским и мужским вокалами, на которую были положены стихи Джона Доуленда и Перси Биши Шелли. Рихард не любит самостоятельно писать лирику, а предпочитает использовать заимствованную:

Я легко могу выразить свои чувства музыкой, но вот сделать это словами получается у меня не так хорошо.
Рихард Ледерер намеренно отказывается от использования «живых» инструментов, предпочитая звучание синтезатора.

## Дискография
- 1995 — Die Verbannten Kinder Evas
- 1997 — Come Heavy Sleep
- 1999 — In Darkness Let Me Dwell
- 2006 — Dusk and Void Became Alive

## Состав
Нынешний состав
- Рихард Ледерер (Richard Lederer «Protector») — синтезатор и вокал
- Кристина Кроустали (Christina Kroustali «Lady of Carnage») — вокал

Бывшие участники
- Михаель Грегор (Michael Gregor «Silenius») — синтезатор и вокал
- Джулия Ледерер — вокал
- Таня Борски — вокал

Основатели
- Рихард Ледерер (Richard Lederer «Protector») — синтезатор и вокал
- Михаель Грегор (Michael Gregor «Silenius») — синтезатор и вокал